# Fokino (Oblast de Bryansk)
Fokino (russo:Фо́кино) é uma cidade na oblast de Bryansk localizada no rio Bolva (afluente do rio Desna) a 16km ao norte de Bryansk. Sua população é de 15.504 habitantes (censo de 2002).